# Pancza István
Pancza István József (Hódmezővásárhely, 1943. december 2. –) magyar távközlési mérnök, gazdálkodó, politikus, országgyűlési képviselő.

## Életpályája

### Iskolái
Általános és középiskolai tanulmányait Hódmezővásárhelyen végezte el. 1962-ben érettségizett a Bethlen Gábor Gimnáziumban. Érettségi után nem vették fel az egyetemre, származása miatt. 1970-ben, Miskolcon távbeszélőhálózat-szerelői szakmunkásvizsgát tett. 1972–1976 között a Közlekedési és Távközlési Műszaki Főiskola levelező tagozatos hallgatója volt.

### Pályafutása
1962–1990 között a Szegedi Postaigazgatóságon fizikai munkásként dolgozott. 1972–1990 között építésvezető volt. 1979-től Zsombón él. 1990–1994 között Zsombón magángazdálkodó volt. 1994-től a kisteleki espereskerület képviseletében a Szeged-csanádi egyházmegye zsinatának a tagja. 1994-től egyházmegyéje világi küldötte az Egyházközségek Országos Tanácsában.

### Politikai pályafutása
1986-ban beválasztották a zsombói római katolikus egyházközség képviselő-testületébe. 1989-től az FKGP tagja. 1991–1992 között az FKGP Csongrád megyei szervezőtitkára volt. 1992–1994 között az FKGP Csongrád megyei főtitkára volt, 1995-től az FKGP Csongrád megyei elnöke. 1994–2002 között a Számvevőszéki bizottság tagja volt. 1994–2002 között országgyűlési képviselő (Csongrád megye) volt. 1998–2001 között az Ügyrendi bizottság tagja volt. 1998–2002 között A Postabank veszteségeinek okait vizsgáló tényfeltáró albizottság tagja volt. 1998–2002 között az országos elnökség tagja volt. 2001–2002 között az Idegenforgalmi bizottság tagja volt. 2002-ben képviselőjelölt volt.

## Családja
Szülei: Pancza István János (1904–1964) és Pap Erzsébet (1907–1987) voltak. Testvére, Erzsébet (1935-1977) műszaki előadóként dolgozott. 1970-ben házasságot kötött Andrássy Ágota titkárnővel. Három gyermekük született: Péter (1973–), Ágota (1975–) és István (1983–).

## Díjai
- Zsombó díszpolgára (2014)[2]